# Classe Soldati (cacciatorpediniere)
La classe Soldati o classe Camicia Nera era una classe di cacciatorpediniere italiani realizzati per la Regia Marina immediatamente prima e durante la seconda guerra mondiale, che vennero ampiamente impiegati in prima linea nelle battaglie combattute dalle unità di squadra.
Diverse unità della classe servirono anche sotto la bandiera di marine estere. Lo Squadrista e il Carrista, ancora in costruzione, vennero catturati dai tedeschi e fecero parte delle Torpedoboote Ausland, anche se il Carrista non venne mai ultimato. In base alle clausole del trattato di pace, nel 1948 Velite, Mitragliere e Legionario vennero ceduti in conto riparazione danni di guerra alla Francia, stessa sorte toccata ai gemelli Fuciliere e Camicia Nera (dall'estate 1943 rinominato Artigliere) che nel 1949 vennero ceduti all'Unione Sovietica.
Delle navi sopravvissute al conflitto, Granatiere e Carabiniere entrarono a far parte della Marina Militare italiana come unità classe Granatiere.

## Caratteristiche
Le navi di questa classe erano simili alle precedenti unità della classe Alfredo Oriani, con 2 impianti binati da 120/50 Mod. 1936/37 capaci di 19 km di gittata, ma con un alzo ridotto, ed una minore precisione e cadenza di tiro. Lo scafo era dotato di un elevato bordo libero, il torrione molto grande e pesante con una struttura massiccia, con sofisticate apparecchiature di controllo del tiro situate nella parte superiore ed un unico fumaiolo massiccio e inclinato all'indietro. Nell'insieme queste unità erano simili come profilo alla moderna Classe Maestrale.

### Propulsione
L'apparato motore, molto potente, era costituito da due gruppi turboriduttori tipo Belluzzo/Parsons il cui vapore era fornito da tre caldaie a tubi d'acqua tipo Yarrow, che scaricava la propria potenza su due eliche; sviluppava una potenza di 49000 cavalli e consentiva alla nave di potere raggiungere la velocità massima di quasi 40 nodi, ma non aveva per contro un'elevata autonomia.

### Armamento

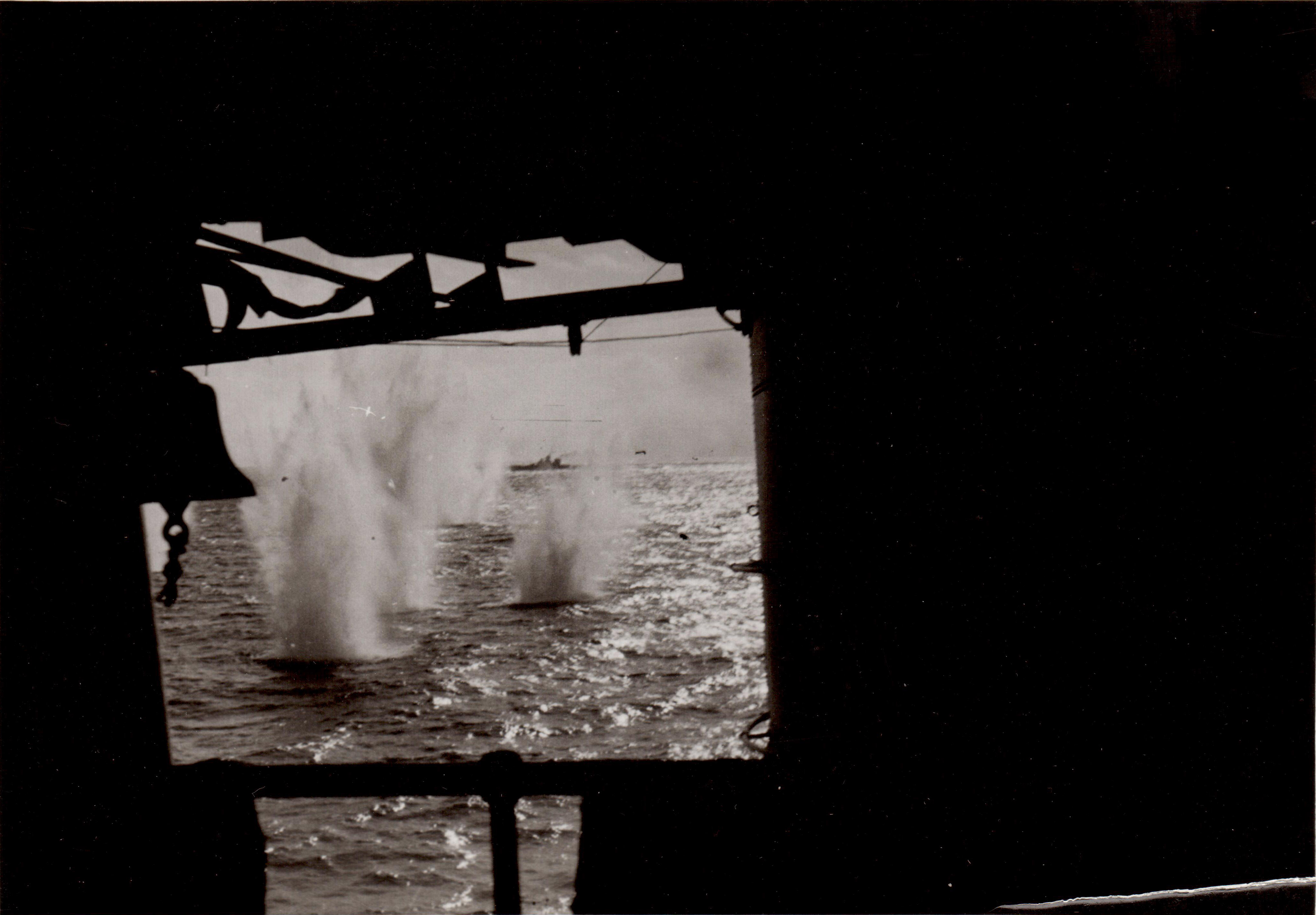
Un cacciatorpediniere della classe Soldati fotografato da una unità navale italiana inquadrata da salve di artiglieria durante la seconda guerra mondiale.

L'armamento principale era costituito da quattro cannoni da Ansaldo 120/50 Mod. 1936 e 1937 in due impianti binati ed un obice da 120/15 per il tiro illuminante, posto tra i lanciasiluri, che non venne mantenuto a lungo, essendo sostanzialmente inutile e che nel Carabiniere venne sostituito con un quinto cannone da 120/50 Mod. 40 singolo, cosa che venne confermata anche su sei delle sette unità della seconda serie che vennero impostati durante la guerra.

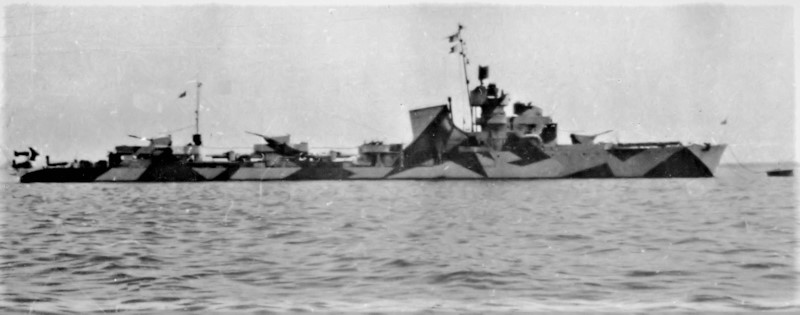
Il Legionario con il radar De.Te. nel 1942

Le unità della seconda serie vennero costruite durante il conflitto, ma, vista la difficoltà della cantieristica italiana, solo sette delle dodici unità previste furono impostate per la mancanza di scali disponibili, occupati nella costruzione degli incrociatori della Classe Capitani Romani, e solo cinque di queste unità entrarono in servizio e furono i soli cacciatorpediniere realizzati dall'Italia nel corso del conflitto, contro 22 navi perse solo nel 1940.
Il progetto costruttivo prevedeva rispetto alla prima serie un maggior armamento antiaereo a scapito di quello silurante, ma con l'inizio del conflitto e la perdita, in soli 50 giorni di guerra, di ben 5 navi di questo tipo venne deciso la costruzione di altrettanti navi, seguite nei mesi successivi da altre due unità e allo scopo di evitare perdite di tempo nell'approntamento progettuale fu stabilito di costruire navi uguali alla prima serie. L'armamento antisommergibile era praticamente uguale alla prima serie.
Tuttavia durante la costruzione furono apportate alcune modifiche minori suggerite dall'esperienza bellica; venne diminuita di circa 4000 cavalli la potenza dell'apparato motore, che causò la diminuzione della velocità di circa 3 nodi, per garantire una maggior affidabilità ed economicità di funzionamento, ed uno dei cacciatorpediniere, il Legionario, venne dotato di un radar di fabbricazione tedesca (il De.Te., visibile nella foto davanti all'albero prodiero), divenendo così la prima unità italiana ad essere dotata di tale strumento.

## Unità

### Unità I serie

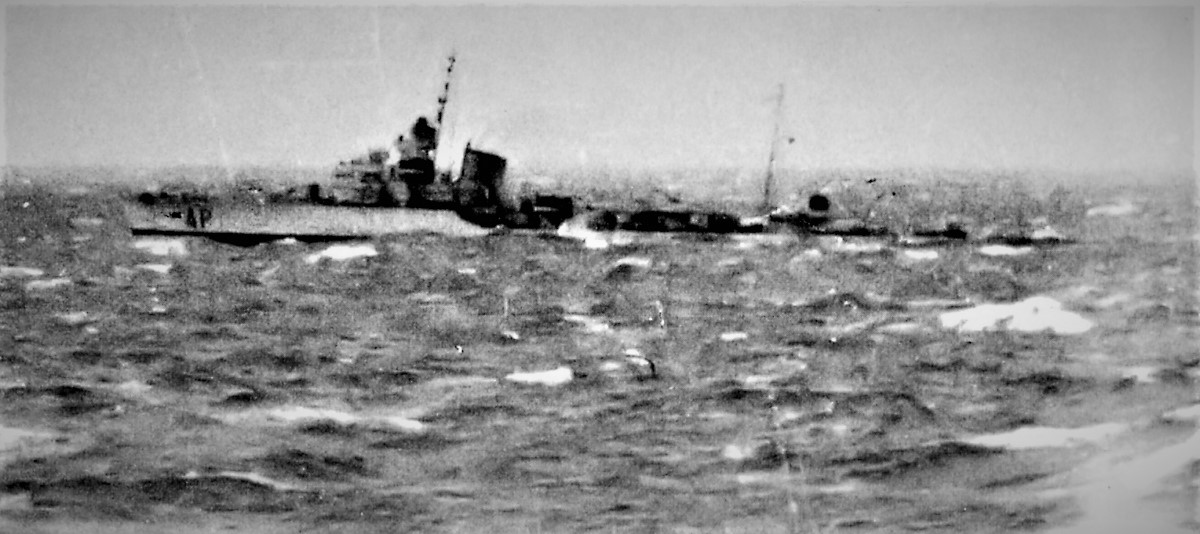
Il cacciatorpediniere Alpino in navigazione nel marzo 1942.

#### Alpino
Fu costruito ad Ancona, in servizio dal 20 aprile 1939.
Contraddistinto dal distintivo ottico AP, nel 1942 imbarcò l'ecogoniometro ed ebbe un potenziamento dell'armamento antiaereo con altre 4 mitragliere da 20/65, di cui un impianto binato al posto dell'obice illuminante sulla tuga centrale e due impianti singoli a poppa.
Il 19 aprile 1943, mentre era ormeggiato nel Porto della Spezia, durante un bombardamento inglese, venne colpito da varie bombe incendiarie, diventando subito preda di incendi a bordo e nelle acque circostanti a causa della fuoriuscita della nafta; colpito poi nel deposito munizioni da una bomba dirompente, saltò in aria, perdendo la poppa ed affondò, con la morte di gran parte dell'equipaggio.

#### Artigliere
Costruito dai Cantieri OTO di Livorno, dove il suo scafo venne impostato sugli scali il 15 febbraio 1937 e varato il 12 dicembre successivo.
Entrato in servizio il 14 novembre 1938, con la sigla identificativa AR, all'inizio del secondo conflitto mondiale era inquadrato nella XI Squadriglia Cacciatorpediniere della III Divisione Incrociatori della II Squadra ricoprendo il ruolo di caposquadriglia
L'Artigliere venne affondato la mattina seguente lo scontro notturno presso Capo Passero avvenuto nella notte dell'11-12 ottobre 1940. Attirato sul posto da uno scontro fra l'incrociatore leggero inglese HMS Ajax e tre torpediniere italiane, alle 2:29 attaccò l'Ajax colpendolo con quattro proiettili e lanciando un siluro, che andò a vuoto; a sua volta centrato dal tiro dell'incrociatore, in tre minuti fu messo fuori combattimento. La nave fu incendiata ed immobilizzata con molti morti, fra cui il comandante Carlo Margottini e l'aiutante di squadriglia Corrado Del Greco, decorati entrambi di medaglia d'oro al valor militare alla memoria.
Con l'arrivo di altre unità inglesi si rese necessario l'abbandono della nave, che fu finita a cannonate dall'incrociatore pesante HMS York alle 09:15.

Il cacciatorpediniere Ascari, affiancato dal Lanciere, in porto dopo lo scontro di Capo Teulada.

#### Ascari
Costruito dai Cantieri OTO di Livorno, entrato in servizio il 6 maggio 1939, contraddistinto dal distintivo ottico AI nel 1941 venne sostituito l'obice illuminante con il 5° pezzo da 120/50 Mod. 40 singolo, mentre nel 1942 furono installate altre due mitragliere da 20/65 in impianti singoli a poppa e successivamente venne installato l'ecogoniometro. Il 24 marzo 1943, mentre assieme ad altri tre cacciatorpediniere (Camicia Nera, Leone Pancaldo e Lanzerotto Malocello) trasportava truppe in Tunisia, soccorse il Malocello che aveva urtato una mina, ma ne urtò una a sua volta, con la distruzione della prua. Continuò nell'opera di soccorso sino a quando, dopo l'urto di una seconda mina a poppa, iniziò ad andare alla deriva; affondò nel pomeriggio, spezzandosi in due, dopo aver urtato una terza mina. I morti furono 194, più centinaia di soldati tedeschi che l'unità aveva a bordo.

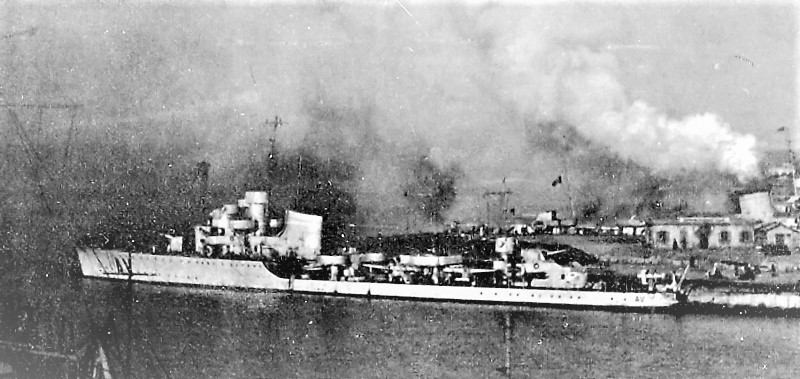
Il cacciatorpediniere Aviere durante le prove di annebbiamento nel porto di Messina (gennaio 1941).

#### Aviere
Costruito dai Cantieri OTO di Livorno, varato il 19 settembre 1937 ed entrato in servizio il 31 agosto 1938, contraddistinto dal distintivo ottico AV, nel 1942 ebbe un potenziamento dell'armamento antiaereo con altre 4 mitragliere da 20/65, di cui un impianto binato al posto dell'obice illuminante sulla tuga centrale e due impianti singoli a poppa.
Durante la seconda guerra mondiale dopo avere effettuato 41 missioni di scorta e 16 di ricerca del nemico affondò il 17 dicembre 1942 silurato dal sommergibile inglese HMS Splendid, mentre insieme al gemello Camicia Nera scortava la motonave tedesca Ankara sulla tratta Napoli - Biserta. L'Aviere fece da scudo alla motonave tedesca e, centrato da un siluro, esplose e affondò in breve tempo sbandato sulla dritta, una quarantina di miglia a nord di Biserta; erano le 11:15. Solo trenta uomini dell'equipaggio riuscirono a salvarsi. Il comandante, il Capitano di Vascello Ignazio Castrogiovanni, che durante l'affondamento cedette il suo posto sulla zattera di salvataggio ad un marinaio inabissandosi con l'unità venne decorato di medaglia d'oro al malor militare alla memoria.
Il nome Aviere attualmente è stato assegnato ad un pattugliatore di squadra della classe Artigliere.

Il cacciatorpediniere Bersagliere a Taranto nel 1942 con la nuova livrea mimetica.

#### Bersagliere
Costruito a Palermo, in servizio dal 1º aprile 1939, contraddistinto dal distintivo ottico BG, nel 1942 ebbe un potenziamento dell'armamento antiaereo con altre 4 mitragliere da 20/65, di cui un impianto binato al posto dell'obice illuminante sulla tuga centrale e due impianti singoli a poppa.
Durante il secondo conflitto mondiale prese parte alla battaglia di Punta Stilo, alla battaglia di Capo Matapan alla prima e alla seconda battaglia della Sirte operando anche due volte in assistenza di motonavi danneggiate da attacchi nemici.
Dopo 146 missioni e 53700 miglia percorse, l'unità venne affondata il 7 gennaio 1943 durante un bombardamento aereo nel porto di Palermo, mentre era ormeggiata. A ricordo delle decine di giovani marinai ed ufficiali periti, sul molo dove era ormeggiata che oggi porta il suo nome, nel punto esatto in cui era attraccata, una lapide con i nomi dei caduti ed una grande ancora ricordano l'affondamento.
Il nome Bersagliere è stato ereditato ad un pattugliatore della classe Soldati.

#### Camicia Nera
Rinominato Artigliere dopo la caduta del fascismo, in onore all'unità gemella omonima affondata nel 1940, venne costruito dai Cantieri OTO di Livorno, entrando in servizio, contraddistinto dal distintivo ottico CN, il 30 giugno 1938. Nel 1941 venne sostituito l'obice illuminante con il 5° pezzo da 120/50, mentre nel 1942 furono installate altre due mitragliere da 20/65 in impianti singoli a poppa e successivamente venne installato l'ecogoniometro.
Dopo la guerra, in base alle clausole del trattato di pace venne ceduto in conto riparazione danni di guerra all'Unione Sovietica (rinominato Lovkii — Ловкий), prestando servizio nella flotta del Mar Nero fino al disarmo, avvenuto nel 1960.

#### Carabiniere
Costruito a Riva Trigoso, in servizio dal 20 dicembre 1938, contraddistinto dal distintivo ottico CB, sin dalla sua costruzione ebbe installato, al posto dell'obice illuminante, il 5° pezzo da 120/50 sulla tuga centrale. Durante la seconda guerra mondiale prese parte a 159 missioni di scorta percorrendo 53.700 miglia, prendendo parte alla battaglia di Punta Stilo alla battaglia di Capo Matapan e alla prima battaglia della Sirte. Il 16 febbraio 1942 venne colpito da un siluro che gli asportò la prora, e rientrato a rimorchio a Messina venne successivamente trasferito a Napoli e Livorno dove rimase ai lavori sino al 6 gennaio 1943. Nel corso di questi lavori ebbe anche potenziato l'armamento antiaereo con altre due mitragliere da 20/65 in impianti singoli a poppa e sostituiti i lanciasiluri poppieri con 2 mitragliere Breda 37/54 e venne dotato di un radar italiano tipo EC3/ter «Gufo» che successivamente sarebbe stato sostituito da un modello inglese. Fu tra le navi che soccorsero i naufraghi della Roma trasportandone i feriti alle isole Baleari, dove venne internato insieme al suo equipaggio. Dopo la guerra prestò servizio nella Marina Militare, fino al disarmo, avvenuto il 18 gennaio 1965.

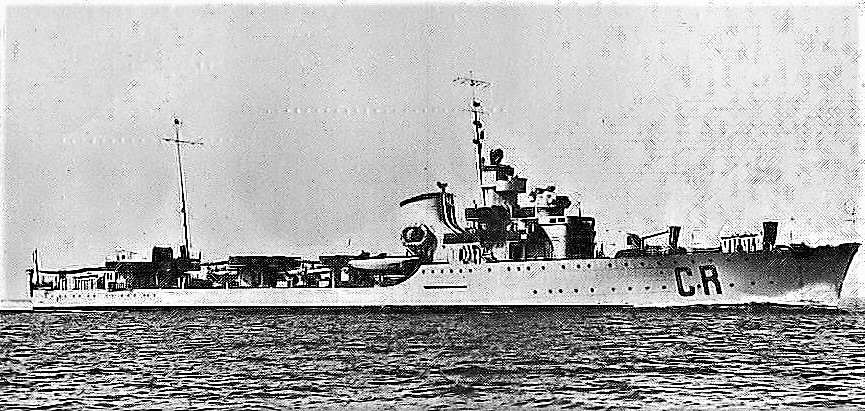
Il Corazziere

#### Corazziere
Costruito dai Cantieri OTO di Livorno, entrato in servizio il 4 marzo 1939, contraddistinto dal distintivo ottico CR, poi, nella primavera 1943, CZ, nel 1941 sostituì l'obice illuminante con il 5° pezzo da 120/50, mentre nel 1942 furono installate altre due mitragliere da 20/65 in impianti singoli laterali a ridosso della torretta telemetrica e successivamente venne installato l'ecogoniometro.
Nel 1941 subì gravi danni, con asportazione della prora, per una collisione con il Granatiere. La prora venne nuovamente distrutta nel 1943 durante un bombardamento nel porto di Napoli.
All'armistizio, impossibilitato a muoversi, per non cadere in mano ai tedeschi, venne autoaffondato il 9 settembre 1943 dal suo equipaggio.
Dopo la guerra il suo scafo venne recuperato e demolito.

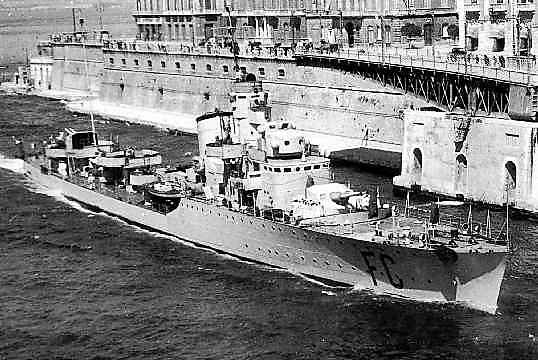
Il Fuciliere nel 1939

#### Fuciliere
Costruito ad Ancona, in servizio, contraddistinto dal distintivo ottico FC dal 10 gennaio 1939. Nel 1942 ebbe potenziato l'armamento antiaereo con altre 4 mitragliere da 20/65, di cui un impianto binato al posto dell'obice illuminante sulla tuga centrale e due impianti singoli a poppa e nel 1943 vennero sostituiti i lanciasiluri poppieri con 2 mitragliere da 37/54 e venne dotato di un radar italiano tipo EC3/ter "Gufo". Fu tra le navi che soccorsero i naufraghi della nave da battaglia Roma trasportandone i feriti alle Baleari, dove venne internato insieme al suo equipaggio. 
Dopo la guerra in base alle clausole del trattato di pace, venne ceduto in conto riparazione danni di guerra all'Unione Sovietica (rinominato Liogkii - Лёгкий), prestando servizio nella flotta del Mar Nero fino al disarmo, avvenuto nel 1960.

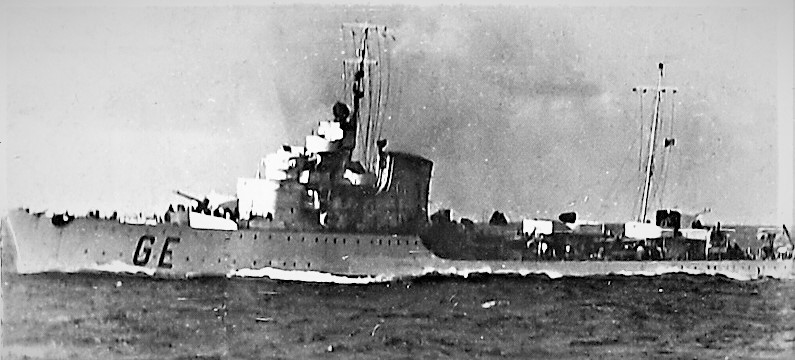
Il Geniere nel 1941.

#### Geniere
Costruito dai Cantieri OTO di Livorno, entrato in servizio, contraddistinto dal distintivo ottico GE, il 14 dicembre 1938; nel 1941 sostituì l'obice illuminante con il 5° pezzo da 120/50, mentre nel 1942 furono installate altre due mitragliere da 20/65 in impianti singoli a poppa. Andò perduto il 1º marzo 1943 durante un bombardamento americano del porto di Palermo. Recuperato fu trasferito a Taranto per la demolizione, ma durante il tragitto affondò definitivamente. Il relitto si trova a poche miglia a est di Capo Spulico (CS) adagiato a circa 35 m di profondità.

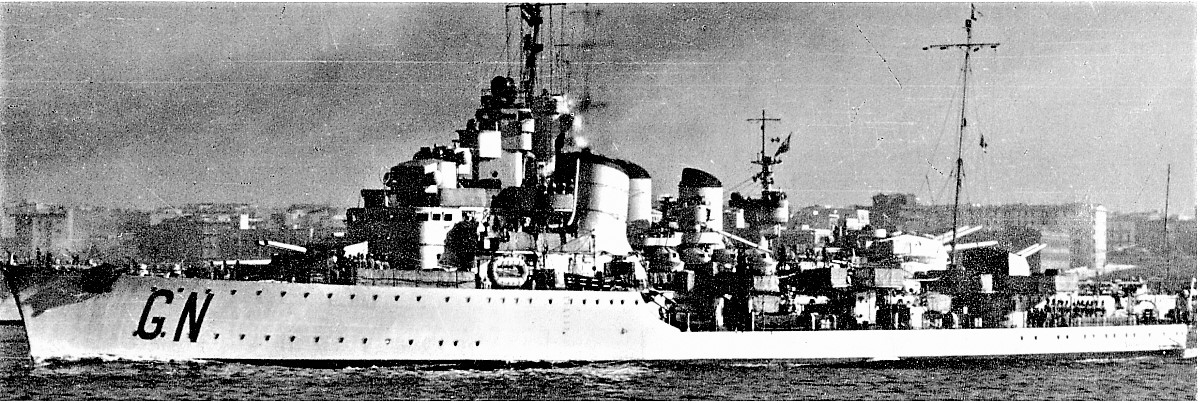
Il Granatiere nel 1941.

#### Granatiere
Costruito a Palermo, in servizio, contraddistinto dal distintivo ottico GN dal 1º febbraio 1939, nel 1942 ebbe potenziato l'armamento antiaereo con altre 4 mitragliere da 20/65, di cui un impianto binato al posto dell'obice illuminante sulla tuga centrale e due impianti singoli a poppa.
Nel 1943 venne installato l'ecogoniometro e il lanciasiluri poppiero venne sostituito con 2 mitragliere da 37/54.
Dopo la guerra presto servizio nella Marina Militare Italiana, fino al disarmo avvenuto il 1º luglio 1958.

#### Lanciere
Costruito a Riva Trigoso, in servizio, contraddistinto dal distintivo ottico LN, dal 25 marzo 1939. Il 23 marzo 1942, mentre assieme al resto della squadra da battaglia italiana rientrava in porto dopo la Seconda Battaglia della Sirte, andò in avaria e si ritrovò immobilizzato, in balia del mare in burrasca. Alle 9:58 fu lanciato l'SOS, e nove minuti più tardi giunse dalla nave l'ultimo messaggio nel quale si diceva che l'unità era in affondamento. Dopo sei giorni di ricerche, la nave ospedale Arno recuperò solo sedici sopravvissuti, uno dei quali morì appena tratto in salvo. Tra i morti il comandante, c.f. Costanzo Casana.

### Unità II serie

#### Bombardiere
Costruito ad Ancona, in servizio dal 15 luglio 1942, contraddistinto dal distintivo ottico BR, era armato di 5 cannoni da 120/50 in due impianti binati a prua e poppa e in impianto singolo sulla tuga centrale.
L'armamento antiaereo era costituito da 10 mitragliere Breda 20/65 Mod. 1935 binate alle quali si aggiungevano due complessi singoli Mod. 1940 dello stesso calibro.
Il 17 gennaio 1943, mentre assieme al Legionario scortava una motonave da Biserta a Palermo, fu colpito da un siluro del sommergibile britannico United e affondò assieme a 175 dei 224 uomini dell'equipaggio, fra cui il comandante Giuseppe Moschini.

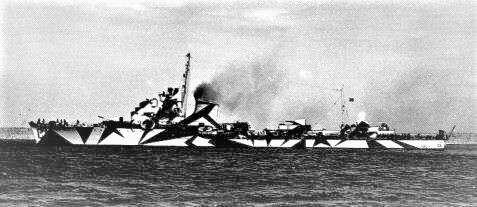
Il cacciatorpediniere Corsaro

#### Carrista
Costruito dai Cantieri OTO di Livorno, venne impostato sugli scali nel 1941 e la sigla identificativa prevista era CR e l'armamento previsto era uguale a quello del Bombardiere. Durante la sua costruzione, nel 1942, subì l'asportazione dell'originaria prua e successivamente della poppa, destinate rispettivamente al Carabiniere e al Velite per riparare i danni subiti in missioni di guerra. Ancora, nel 1943, subì l'asportazione ulteriore della prua per destinarla al Grecale.
Catturato dai tedeschi venne ribattezzato TA 34, ma la sua costruzione non venne completata.

#### Corsaro
Costruito dai Cantieri OTO di Livorno, entrato in servizio il 16 maggio 1942, contraddistinto dal distintivo ottico CA, era armato di 5 cannoni da 120/50 in due impianti binati a prua e poppa e in impianto singolo sulla tuga centrale e 10 mitragliere da 20/65 in 4 impianti binati e in 2 impianti singoli. Il 9 gennaio 1943, avvicinatosi al cacciatorpediniere Maestrale (che aveva urtato una mina) per soccorrerlo, saltò su due mine e affondò, trascinando con sé 187 uomini.

Il cacciatorpediniere Legionario con la livrea di cobelligeranza.

#### Legionario
Costruito dai Cantieri OTO di Livorno, entrato in servizio dal 1º marzo 1942, contraddistinto dal distintivo ottico LG, era armato di 4 cannoni da 120/50 in un impianto binato a poppa e in due impianti singoli.
L'armamento antiaereo era costituito da dieci mitragliere da 20/65mm in quattro complessi binati e due complessi singoli.
Sin dalla sua entrata in servizio era dotata di un radar tedesco Modello Fu.Mo 21/39 (FUnkMess Ortung), nome definitivo assunto dal radar "DETE" (DEzimeter TElegraphie), che venne utilizzato per la prima volta durante la Battaglia di mezzo giugno, nella quale il Legionario fece parte della scorta alle navi da battaglia Littorio e Vittorio Veneto.
Nel 1943 due mitragliere da 37/54mm sostituirono i lanciasiluri di poppa. Dopo la guerra, in base alle clausole del trattato di pace, venne ceduto alla Francia nel 1948 in conto riparazione danni di guerra dove fu ribattezzato Duchaffaultt, prestando servizio fino al giugno 1954.

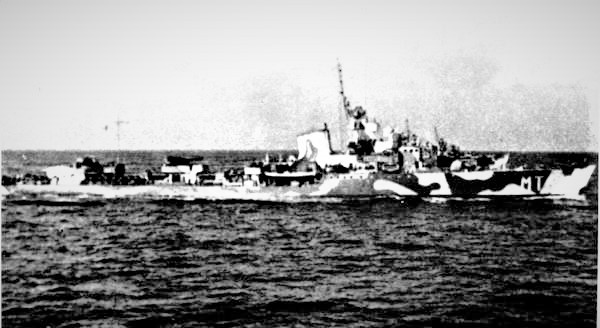
Il cacciatorpediniere Mitragliere in navigazione di guerra nel 1942.

#### Mitragliere
Costruito ad Ancona, in servizio dal 1º febbraio 1942, contraddistinto dal distintivo ottico MT, era armato di 5 cannoni da 120/50 in due impianti binati a prua e poppa e in impianto singolo sulla tuga centrale e 10 mitragliere binate da 20/65 cui si aggiungevano altre due mitragliere singole dello stesso calibro. Durante il conflitto, a bordo della nave era imbarcato in qualità di ufficiale Fabio Inghirami che nel dopoguerra sarebbe stato un industriale del tessile noto come "il re delle camicie".
All'armistizio fu tra le navi che soccorsero i profughi della Roma trasportandone i feriti alle Baleari.
Dopo la guerra in base alle clausole del trattato di pace venne ceduto nel 1948 in conto riparazione danni di guerra alla Francia dove venne ribattezzato Jurien de la Graviere prestando servizio fino al 1956.

#### Squadrista
La sua costruzione avvenne nel cantiere OTO di Livorno e la sigla identificativa prevista era SQ, ma durante la sua costruzione venne rinominato Corsaro dopo la caduta del regime fascista, senza essere completato. Catturato dai tedeschi, che ne completarono la costruzione, venne rinominato TA 33, ma non arrivò ad entrare in servizio nella Kriegsmarine, in quanto venne affondato mentre effettuava le prove in mare il 4 settembre 1944 a Genova.

Il cacciatorpediniere Velite

#### Velite
Costruito nel cantiere OTO di Livorno, entrato in servizio il 31 agosto 1942, contraddistinto dal distintivo ottico VL, era armato di 4 cannoni da 120/50 in due impianti binati a prua e poppa, e fu l'unica unità della IIª serie ad essere equipaggiata dell'obice illuminante da 120/15 mm nella tuga centrale.
L'armamento antiaereo era costituito da dodici mitragliere da 20/65 mm in sei impianti binati.
Nel 1948 venne ceduto, in conto riparazione danni di guerra, alla Francia dove fu ribattezzato Duperre, prestando servizio fino al 1951.